# ایز (کمون)
ایز (به فرانسوی: Ayse) یک کمون در فرانسه است که در اوت سووآ واقع شده‌است. ایز ۱۰٫۴۸ کیلومتر مربع مساحت دارد.